# Anisaedus aethiopicus
Anisaedus aethiopicus là một loài nhện trong họ Palpimanidae. Loài này được phát hiện ở Tanzania.